# Richard Peter
Richard Peter (Klein Jenkwitz, 10 maggio 1895 – Dresda, 3 ottobre 1977) è stato un fotografo tedesco.

## Biografia
Nato a fine Ottocento in un villaggio della Slesia, allora parte dell'Impero tedesco, lavorò da ragazzo come fabbro e minatore mentre sviluppava una certa passione per la fotografia. Dopo aver servito l'esercito tedesco nella prima guerra mondiale, si stabilì prima ad Halle e poi a Dresda, iscrivendosi dopo qualche tempo al Partito Comunista e diventandone un fotografo di fama. A fine anni '20 viene inviato anche in giro per il mondo per produrre dei reportage fotografici.
Con l'ascesa dei nazisti al potere, gli venne proibito di lavorare come fotografo giornalista, dovendo rifugiarsi nella fotografia per le pubblicità aziendali. Durante la seconda guerra mondiale viene chiamato in servizio per servire una batteria antiaerea a Vienna.
Una volta tornato a Dresda nel settembre 1945, la trova completamente distrutta e ciò lo sciocca profondamente: scegliendo di voler documentare tale atto così spietato, pubblica un libro fotografico a riguardo nel 1949 intitolato "Dresden, eine Kamera klagt an", di cui alcune foto faranno il giro del mondo.
Pur espulso dal SED (il partito più importante della nuova DDR) per aver indagato su dei funzionari corrotti, continuò a lavorare come fotografo indipendente nella Germania socialista fino alla sua morte, vincendo anche dei premi per i suoi lavori e conoscendo lo stesso un'ampia notorietà già in vita.
Ha avuto un figlio, Richard Peter jr. (13 marzo 1915 - 12 gennaio 1978), morto appena tre mesi dopo il padre e anch'egli fotografo di fama e assistente del padre.

### Patrimonio fotografico
Le migliaia di fotografie e negativi prodotte da Richard Peter sono state acquisite dalla Sächsische Landesbibliothek (o SLUB) nel 1983-'84. Le fotografie di Peter e di suo figlio sono direttamente e liberamente consultabili online dal sito della Deutsche Fotothek. Dal 2009 una buona parte di esse, a risoluzione inferiore, sono state caricate su Wikimedia Commons e sono disponibili sotto forma di licenza CC-BY-SA (vedere sotto).

Galleria di fotografie di Richard Peter, conservate presso la Deutsche Fotothek di Dresda
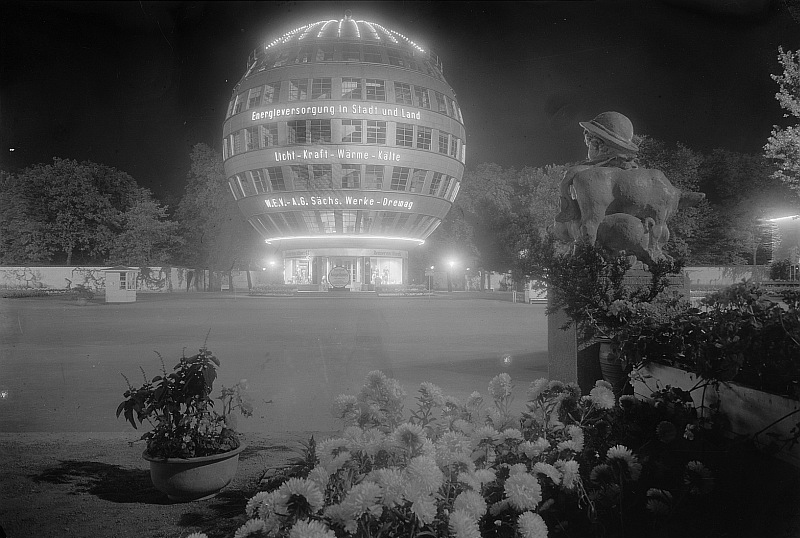
La Kugelhaus di Dresda appena inaugurata, un edificio espositivo esistito tra il 1928 e il 1938.
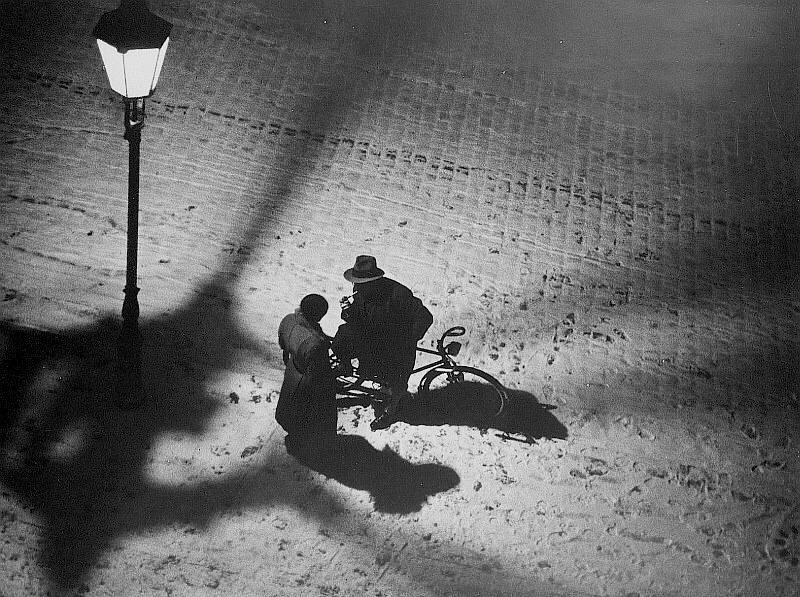
Dresda nel 1933: Richard Peter fu un fotografo provetto già negli anni '20-'30, immortalando anche aspetti controversi della vita cittadina.
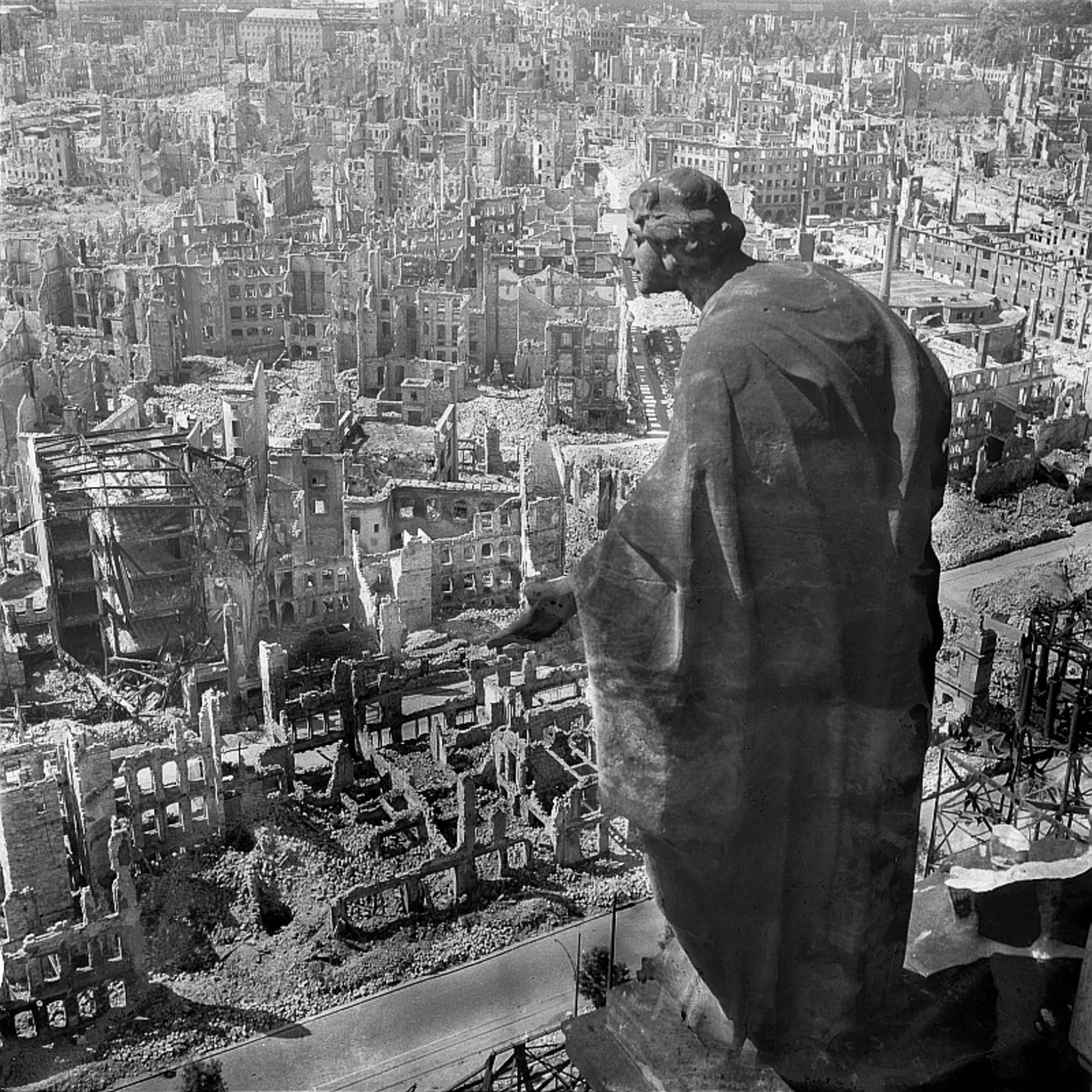
Celebre foto di Dresda distrutta dal bombardamento del 12-13 febbraio 1945.
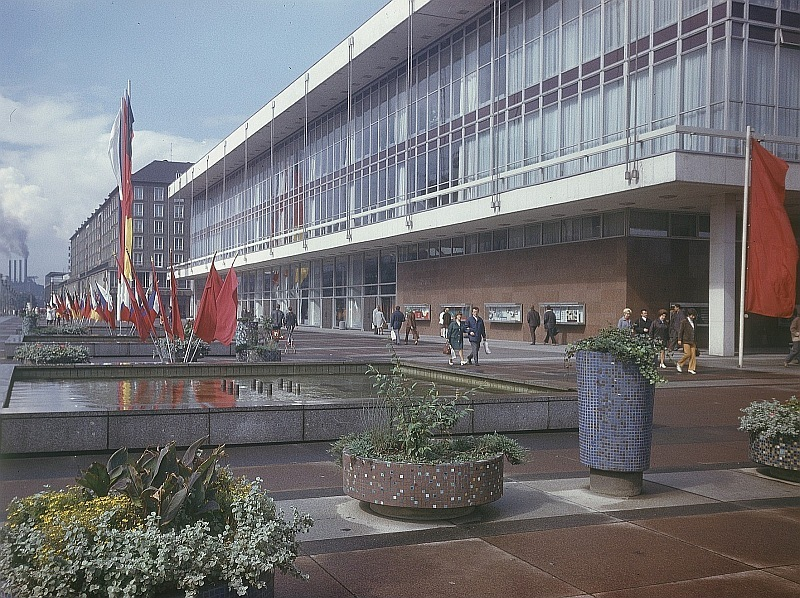
Il Kulturpalast di Dresda a inizio anni '70. Richard Peter lavorò come fotografo di fama nella DDR.